# Palicourea seemannii
Palicourea seemannii är en måreväxtart som beskrevs av Paul Carpenter Standley. Palicourea seemannii ingår i släktet Palicourea och familjen måreväxter. Inga underarter finns listade i Catalogue of Life.